# Liraglutide
Liraglutide, được bán dưới tên thương hiệu Victoza và các tên khác, là một loại thuốc dùng để điều trị bệnh đái tháo đường týp 2 và béo phì. Trong bệnh tiểu đường, nó là một tác nhân ít được ưa thích. Tác dụng của nó đối với kết quả sức khỏe lâu dài như bệnh tim và tuổi thọ không rõ ràng. Trong tình trạng béo phì nếu sau 12 tuần giảm dưới 5% trọng lượng cơ thể thì nên dừng thuốc. Nó được đưa vào cơ thể bằng cách tiêm dưới da.
Các tác dụng phụ thường gặp bao gồm lượng đường trong máu thấp, buồn nôn, chóng mặt, đau bụng và đau tại vị trí tiêm. Các tác dụng phụ nghiêm trọng khác có thể bao gồm ung thư tuyến giáp tủy, phù mạch, viêm tụy, bệnh túi mật và các vấn đề về thận. Sử dụng trong thai kỳ và cho con bú là không an toàn. Liraglutide là một chất chủ vận thụ thể peptide-1 giống glucagon (chất chủ vận thụ thể GLP-1) còn được gọi là bắt chước incretin. Nó hoạt động bằng cách tăng giải phóng insulin từ tuyến tụy và giảm giải phóng glucagon quá mức.
Liraglutide đã được phê duyệt cho sử dụng y tế ở châu Âu vào năm 2009 và tại Hoa Kỳ vào năm 2010  Một tháng cung cấp ở Vương quốc Anh tiêu tốn của NHS khoảng £ 78,50 vào năm 2019. Tại Hoa Kỳ, chi phí bán buôn của số tiền này là khoảng US $ 98,30. Trong năm 2016, đây là loại thuốc được kê đơn nhiều thứ 188 tại Hoa Kỳ với hơn 3 triệu đơn thuốc.

## Sử dụng trong y tế
Liraglutide là một loại thuốc dùng để điều trị bệnh tiểu đường loại 2 hoặc béo phì.

### Bệnh tiểu đường loại 2
Liraglutide cải thiện kiểm soát đường huyết. Kể từ năm 2017, không rõ liệu chúng có ảnh hưởng đến nguy cơ tử vong của một người hay không.
Trong bệnh tiểu đường, nó là một tác nhân ít được ưa thích. Nó có thể được sử dụng ở những người dùng metformin và một loại thuốc trị đái tháo đường khác như sulfonylurea là không đủ.

### Béo phì
Liraglutide cũng có thể được sử dụng cùng với chế độ ăn kiêng và tập thể dục để kiểm soát cân nặng mãn tính ở bệnh nhân trưởng thành. Chỉ số khối cơ thể (BMI) cần lớn hơn 30 kg/m 2, hoặc lớn hơn 27 kg/m 2 cùng với huyết áp cao, đái tháo đường týp 2 hoặc rối loạn lipid máu.
Không biết việc giảm cân sẽ là vĩnh viễn. Ức chế sự thèm ăn có thể là tạm thời và sự thèm ăn có thể trở lại ngay cả khi một người tiếp tục sử dụng liraglutide sau 56 tuần.

## Nghiên cứu
Các thử nghiệm giai đoạn I của một phiên bản bằng miệng bắt đầu vào năm 2010 